# Chen Zhong
Chen Zhong (chiń. 陈中; ur. 22 listopada 1982 w Jiaozuo) – chińska zawodniczka taekwondo, dwukrotna mistrzyni olimpijska, czterokrotna medalistka mistrzostw świata.
Trzykrotnie uczestniczyła w letnich igrzyskach olimpijskich. W 2000 roku na igrzyskach w Sydney zdobyła złoty medal olimpijski w kategorii powyżej 67 kg. Tytuł mistrzyni olimpijskiej obroniła cztery lata później na igrzyskach w Atenach, zdobywając złoto w tej samej kategorii wagowej. W trzecim starcie olimpijskim, w 2008 roku na igrzyskach w Pekinie zajęła dziewiąte miejsce w kategorii +67 kg. 
W latach 1999–2007 zdobyła cztery medale mistrzostw świata (jeden złoty, jeden srebrny i dwa brązowe), w latach 1998–2006 trzy medale igrzysk azjatyckich (po jednym z każdego kruszcu), w latach 1998–2008 cztery medale mistrzostw Azji (trzy złote i jeden srebrny), a w 1999 roku złoty medal światowych wojskowych igrzysk sportowych. 